# Eddie Gray
Edwin "Eddie" Gray, född 17 januari 1948 i Glasgow, är en skotsk före detta professionell fotbollsspelare och manager som utgjorde en berömd del som vänsterytter i det legendariska fotbollslaget Leeds United under dess storhetstid på 1960- och 70-talet. Han mest minnesvärda match var den första finalmatchen i FA-cupen 1970 mot Chelsea där han blev utsedd till matchens bästa spelare efter att ha skapat kaos i Chelseas högerförsvar. Han blev Leeds trogen under hela sin spelarkarriär, som varade 18 säsonger; han spelade totalt 579 a-lagmatcher och gjorde 69 mål för klubben. Han representerade dessutom Skottland vid 12 tillfällen och gjorde 3 mål.
Han blev spelande manager för klubben 1982, efter nedflyttningen till division 2, därefter manager på heltid lite drygt en säsong senare.  Efter att ha misslyckats med att föra laget tillbaka till högsta division lämnade han Leeds efter 2 säsonger och blev istället manager för Rochdale och därefter Hull City men hade därefter dessutom en andra sejour i Leeds som tillförordnad manager under lagets svåra period säsongen 2003/04.
Gray arbetar för närvarande (2010) på Yorkshire Radio där han bland annat är expertkommentator för Leeds Uniteds matcher.

## Spelarkarriär

### Debuten
Gray spelade i skotska pojklandslaget och hade ambitionen att skriva proffskontrakt med sin pojkdröms lag Glasgow Celtic, men skrev istället kontrakt med Leeds vid 16 års ålder. Han fick vänta några år på sin debut för klubben men på nyårsdagen, 1 januari 1966, knappt tre veckor före sin 18-årsdag debuterade han för Leeds och spelade därefter nästan 20 år för klubben.
Som en vänsterytter av den gamla skolan så hyllades Gray för sin förmåga att dribbla sig förbi motståndar försvaret genom snabbhet och skicklighet. När Leeds etablerade sig som lag i högsta divisionen  under 1960-talet senare hälft så var Gray en viktig och given del av laget.

### Första titeln och drömmen om trippeln
Han var med i det Leeds lag som säsongen 1967/68 vann både Ligacupen och Mässcupen samt laget som vann ligamästerskapet säsongen därefter.
Det var under säsongen 1969/70 som Gray gjorde sin bästa match för Leeds. Laget jagade den unika och åtråvärda ”trippeln” det vill säga att vinna ligamästerskapet,  FA-cupen och Europacupen för mästarlag under en och samma säsong och Gray var i strålande form. Han hade under säsongen gjort vad lagets supportrar anser var det bästa målet någonsin av en Leeds-spelare, en soloräd mot Burnley, innan hans bästa match kom på Wembley Stadium i FA-cupfinalen 1970 mot Chelsea.
Grays markerades under finalen av Chelseas ytterback David Webb, en pålitlig men ordinär back som Gray vände ut och in på och plågade under hela matchen inklusive förlängningen. Webb blev grundlurad och lämnades ofta sittande på marken eller tittandes åt ett annat håll när Gray dribblat förbi honom gång efter annan. Matchen slutade dock 2-2 och det krävdes omspel, i omspelet slog Gray hörnan där Jack Charlton gjorde 1-0 till Leeds. Chelsea hade ändrat taktik i omspelet och lät den tuffare Ron Harris markera Gray, efter att antal tuffa tacklingar från Harris var Gray bara en skugga av sitt forna jag. Som ett ödes nyck så var det Webb som gjorde Chelseas avgörande 2-1 mål och vann finalen åt Chelsea. 
Leeds förlorade dessutom ligamästerskapet till Everton och semifinalen i Europacupen mot Celtic, och därmed blev Gray och laget utan någon titel under en säsong som hade inletts så strålande.

### FA-cup titel och Brain Clough
Grays återkommande kamp mot skador var nu ett faktum och han missade därmed större delen av säsongen 1970/71 då Leeds än en gång förlorade ligatiteln i sista omgången men vann i varje fall Mässcupen för andra gången. Han var dessutom med i laget som vann FA-cupfinalen 1972 mot Arsenal och förlorade den året efter i finalen mot Sunderland, men fick ingen medalj då Leeds återigen vann ligan 1973/74 på grund av att han genom skador inte deltog i tillräckligt många ligamatcher. Hans skador hade blivit så återkommande att när Brian Clough tog över som manager i leeds efter Don Revie inledde han sitt första möte med laget att säga att ifall Gray hade varit en häst skulle han ha avlivats för länge sedan. Grays skicklighet på yttern belönades med det berömda uttalandet från Revie att när han spelar på snö så lämnar han inga sko avtryck efter sig.

### Europacupfinal
Gray spelade i laget som kvalificerade sig till Europacupfinalen 1975 i Paris men som förlorades kontroversiellt till Bayern München. I laget spelade också hans yngre bror Frank, som även han kom fram via Leeds ungdomsled. Förlusten symboliserade slutet på epoken Don Revie och det lag han skapat, Revie hade året innan lämnat för att ta över som engelsk förbundskapten, och Grays lagkamrater från Revie-eran började lämna klubben. Mot slutet av 1970-talet var Gray den ende spelare som var kvar från ”Super Leeds” och epoken Revie (Peter Lorimer och David Harvey skulle senare återvända för en andra sejour i klubben). Genom att skolas om till vänsterback så förlängde Gray sin spelarkarriär och var med i laget som 1982 flyttades ned i division 2 under ledning av hans gamla lagkamrat Allan Clarke.

### Landslagskarriär
Grays skadebenägenhet gjorde att hans karriär i Skotska landslaget var kort och oregelbunden. Han spelade bara 12 landskamper och missade fotbolls-VM 1974 på grund av skador. Under en era med fotbollens hårdförs män, såsom Bremner, Harris och Smith, utgjorde Gray ett lysande undantag genom att aldrig ha blivit varnad under hela sin 18-åriga karriär.

## Karriär som manager
Mot slutet av sin spelarkarriär tog Gray över som spelande manager för Leeds 1982, säsongen efter att laget blivit nedflyttade till andra divisionen. Klubben blev tvungen att förlita sig till sin ungdomsverksamhet för att bygga upp ett nytt lag och därmed fick spelare som John Sheridan, Neil Aspin, Denis Irwin och Scott Sellars chansen. Efter att laget kommit på övre tabellhalvan under sina två första år som manager så jagade klubben uppflyttning säsongen 1984/85 men misade chansen i sista omgången då laget förlorade borta mot Birmingham City FC. Efter att ha misslyckats med att föra klubben tillbaks till högsta divisionen begärde Gray avsked och lämnade klubben efter 20 år, 579 matcher och 69 mål.
Han tog därefter över som manager för Whitby Town FC för att gå vidare och bli manager för Rochdale och räddade klubben kvar från en i det närmaste säker degradering från ligasystemet säsongen 1986/87.
Gray tog över som manager för Hull City säsongen 1988/89 och efterträdde därmed Brian Horton som lämnat säsongen innan. Hull låg på en position mitt i tabellen och endast 5 poäng från slutspelplats i februari och laget nådde dessutom FA-cupens femte omgång där de förlorade mot Liverpool. Med endast en vinst under de 18 sista matcherna innebar att laget slutligen hamnade fyra från slutet dock utan att var nära att bli nedflyttade, ledde till att Gray lämnade klubben.

## Åter i Leeds
Gray återupptog sin anknytning till Leeds då han återvände till klubben som ungdomstränare. Han arbetade som tränare skapade en strålande generation av nya, unga spelare såsom Harry Kewell, Ian Harte, Alan Smith och Jonathan Woodgate, som alla lyckades ta en ordinarie plats i Leeds första lag. Gray blev 1987 befordrad till manager för reservlaget för att året därpå bli utsedd till assisterande manager åt nye managern David O'Leary.
Till Leeds supportrarnas förtret blev Gray tvungen att kliva ned från positionen till förmån för Brian Kidd som befordrades från manager för Leeds ungdomsakademi till huvudtränare och därmed ansvarig för all tränarverksamhet i klubben. Supportrarna visade sitt stöd för Gray via banderoller och samtidigt öppet verbalt håna Kidd under matcherna. Både Gray och Kidd fick lämna sina positioner 2003 när Peter Reid tog över som manager.
Då Reid lämnade Leeds 2003 fick Gray uppdraget att rädda laget kvar i FA Premier League vilket han under rådande svåra omständigheter inte lyckades med. Gray lämnade återigen klubben efter att de blivit nedflyttade men blev kontrakterad ytterligare ett år som konsult innan han istället gick till BBC Radio Leeds som fotbollsanalytiker. När BBC 2008 förlorade sändningsrätten för Leeds matcher så lämnande Gray BBC för att istället flytta till klubbens egna officiella radio kanal, Yorkshire Radio, där han fortfarande ger sina matchanalyser.

## Meriter - mästerskap och titlar
Grays meriter i form av vunna trofér och medaljer som spelare, samtliga vunna under hans tid i Leeds
| Mästerskap                | Antal titlar | Säsong/Årtal                                          |
| ------------------------- | ------------ | ----------------------------------------------------- |
| Ligamästare               | 1            | 1968/69 (ligatvåa 1965/66, 1969/70, 1970/71, 1971/72) |
| FA-cupmästare             | 1            | 1972 (finalist 1970, 1973)                            |
| Ligacupmästare            | 1            | 1968                                                  |
| Mässcup-mästare           | 2            | 1968, 1971 (finalist 1967)                            |
| Charity Shields-mästare   | 1            | 1969                                                  |
| Europacupen för mästarlag |              | (finalist 1975)                                       |
| Cupvinnarcupen            |              | (finalist 1973)                                       |

## Matcher och Mål statistik
Grays karriär i form av spelade matcher och mål
| Klubb statistik      | Klubb statistik      | Klubb statistik      | Liga  | Liga | Cup    | Cup    | Ligacup | Ligacup | Öv cup         | Öv cup         | Europeisk cup | Europeisk cup | Europeisk cup | Europeisk cup | Europeisk cup | Europeisk cup | Totalt | Totalt |
| England              | England              | England              | Liga  | Liga | FA cup | FA cup | Ligacup | Ligacup | Charity Shield | Charity Shield | Europacupen   | Europacupen   | Cupvinnar     | Cupvinnar     | UEFA          | UEFA          | Totalt | Totalt |
| Säsong               | Klubb                | Liga                 | Match | Mål  | Match  | Mål    | Match   | Mål     | Match          | Mål            | Match         | Mål           | Match         | Mål           | Match         | Mål           | Match  | Mål    |
| -------------------- | -------------------- | -------------------- | ----- | ---- | ------ | ------ | ------- | ------- | -------------- | -------------- | ------------- | ------------- | ------------- | ------------- | ------------- | ------------- | ------ | ------ |
| 1965/66              | Leeds United         | Division 1           | 4     | 1    | 0      | 0      | 0       | 0       | -              | -              | -             | -             | -             | -             | 2             | 0             | 6      | 1      |
| 1966/67              | Leeds United         | Division 1           | 29    | 4    | 4      | 0      | 1       | 0       | -              | -              | -             | -             | -             | -             | 6             | 0             | 40     | 4      |
| 1967/68              | Leeds United         | Division 1           | 32    | 6    | 3      | 0      | 7       | 1       | -              | -              | -             | -             | -             | -             | 8             | 2             | 50     | 9      |
| 1968/69              | Leeds United         | Division 1           | 33    | 5    | 2      | 0      | 2       | 0       | -              | -              | -             | -             | -             | -             | 6             | 0             | 43     | 5      |
| 1969/70              | Leeds United         | Division 1           | 30    | 9    | 7      | 0      | 2       | 0       | 1              | 1              | 5             | 0             | -             | -             | -             | -             | 45     | 10     |
| 1970/71              | Leeds United         | Division 1           | 18    | 1    | 0      | 0      | 1       | 0       | -              | -              | -             | -             | -             | -             | 5             | 3             | 24     | 4      |
| 1971/72              | Leeds United         | Division 1           | 26    | 6    | 6      | 0      | 1       | 0       | -              | -              | -             | -             | -             | -             | 0             | 0             | 33     | 6      |
| 1972/73              | Leeds United         | Division 1           | 17    | 1    | 3      | 0      | 3       | 0       | -              | -              | -             | -             | 2             | 0             | -             | -             | 25     | 1      |
| 1973/74              | Leeds United         | Division 1           | 8     | 0    | 0      | 0      | 0       | 0       | -              | -              | -             | -             | -             | -             | 1             | 0             | 9      | 0      |
| 1974/75              | Leeds United         | Division 1           | 12    | 1    | 6      | 1      | 0       | 0       | 1              | 0              | 3             | 0             | -             | -             | -             | -             | 22     | 2      |
| 1975/76              | Leeds United         | Division 1           | 29    | 1    | 1      | 0      | 2       | 0       | -              | -              | -             | -             | -             | -             | -             | -             | 32     | 1      |
| 1976/77              | Leeds United         | Division 1           | 37    | 5    | 5      | 1      | 0       | 0       | -              | -              | -             | -             | -             | -             | -             | -             | 42     | 6      |
| 1977/78              | Leeds United         | Division 1           | 27    | 5    | 0      | 0      | 4       | 2       | -              | -              | -             | -             | -             | -             | -             | -             | 31     | 7      |
| 1978/79              | Leeds United         | Division 1           | 28    | 4    | 1      | 2      | 7       | 3       | -              | -              | -             | -             | -             | -             | -             | -             | 36     | 9      |
| 1979/80              | Leeds United         | Division 1           | 30    | 2    | 1      | 0      | 0       | 0       | -              | -              | -             | -             | -             | -             | 3             | 0             | 34     | 2      |
| 1980/81              | Leeds United         | Division 1           | 38    | 0    | 2      | 0      | 0       | 0       | -              | -              | -             | -             | -             | -             | -             | -             | 40     | 0      |
| 1981/82              | Leeds United         | Division 1           | 31    | 1    | 2      | 1      | 2       | 0       | -              | -              | -             | -             | -             | -             | -             | -             | 35     | 2      |
| 1982/83              | Leeds United         | Division 2           | 21    | 0    | 4      | 0      | 3       | 0       | -              | -              | -             | -             | -             | -             | -             | -             | 28     | 0      |
| 1983/84              | Leeds United         | Division 2           | 4     | 0    | 0      | 0      | 0       | 0       | -              | -              | -             | -             | -             | -             | -             | -             | 4      | 0      |
| Totalt, Leeds United | Totalt, Leeds United | Totalt, Leeds United | 454   | 52   | 47     | 5      | 35      | 6       | 2              | 1              | 8             | 0             | 2             | 0             | 31            | 5             | 579    | 69     |